# 南山镇 (揭西县)
南山镇，是中华人民共和国广东省揭阳市揭西县下辖的一个行政建制镇。
境内有大北山国家森林公园、国有揭西县天保堂林场。

## 行政区划
南山镇下辖以下地区：
道南社区、西友村、分水村、前锋村、榕光村、南山村、南河村、北河村、洋梅坪村、火炬村、关西村、北溪村、大新村、称沟潭村、新联村、罗京水村、上寮村、归善村和石结到村。